# Реверс тяги

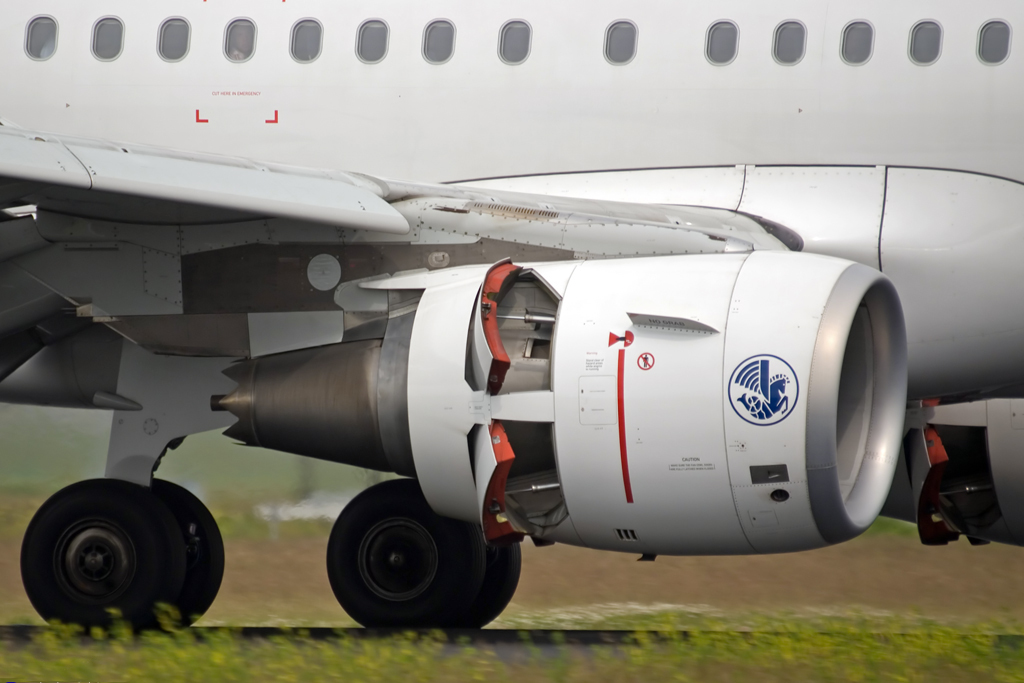
Реверсори тяги, встановлені на двигуні CFM56 Airbus A321

Реверс тяги, також званий зворотною тягою, — це тимчасове відхилення тяги двигуна літака, щоб він діяв проти прямого ходу літака, забезпечуючи уповільнення. Системи реверсу тяги встановлюються на багатьох реактивних літаках, щоб допомогти уповільнити швидкість відразу після приземлення, зменшуючи знос гальм і забезпечуючи коротшу посадкову дистанцію. Такі пристрої значно впливають на літак і вважаються важливими для безпечної роботи авіакомпаній. Траплялися аварії систем реверсування тяги, в тому числі зі смертельними наслідками.
Зворотна тяга також доступна на багатьох літаках з гвинтовим приводом через реверсування гвинтів із регульованим кроком на негативний кут. Еквівалентна концепція для судна називається кормовою рушією.

## Принцип і використання

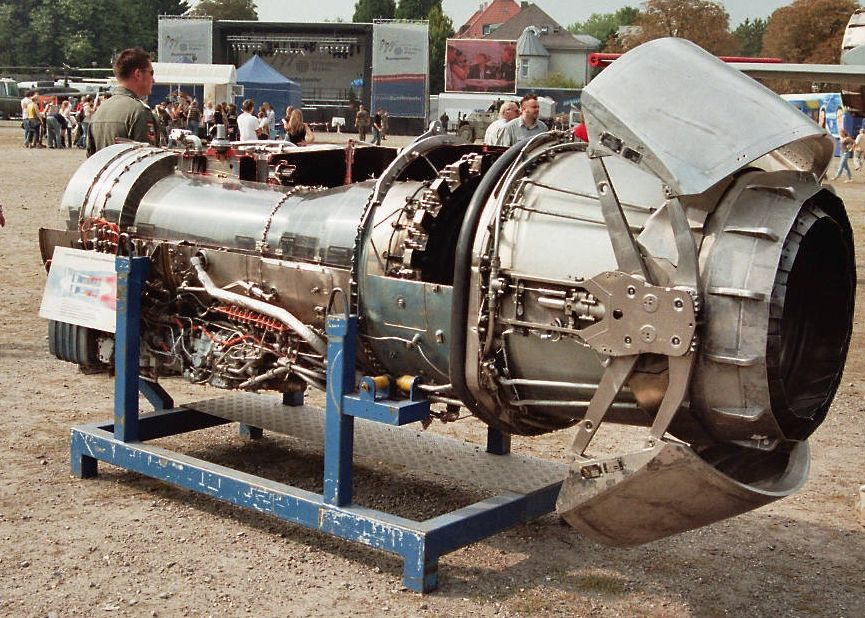
Напіврозгорнутий цільовий реверс двигуна RB.199 для Panavia Tornado, одного з небагатьох винищувачів із реверсом тяги

Посадковий крен складається з приземлення, приведення літака до швидкості руління та, зрештою, повної зупинки. Однак більшість комерційних реактивних двигунів продовжують створювати тягу в прямому напрямку, навіть коли не працюють, діючи проти уповільнення літака. Гальма шасі більшості сучасних літаків за звичайних обставин достатні, щоб самостійно зупинити літак, але з міркувань безпеки та для зменшення навантаження на гальма потрібен інший метод уповільнення. У сценаріях поганої погоди, коли такі фактори, як сніг або дощ на злітно-посадковій смузі, знижують ефективність гальм, і в надзвичайних ситуаціях, таких як відмова від зльоту, ця потреба є більш виразною.
Простий і ефективний метод полягає в тому, щоб змінити напрямок вихлопного потоку реактивного двигуна і використовувати потужність самого двигуна для уповільнення. В ідеалі зворотний потік вихлопу був би спрямований прямо вперед. Однак з аеродинамічних міркувань це неможливо, і береться кут 135°, що призводить до меншої ефективності, ніж це було б можливо в іншому випадку. Реверс тяги також можна використовувати в польоті для зменшення швидкості, хоча це не є звичайним для сучасних літаків. Існує три поширених типи систем реверсування тяги, які використовуються на реактивних двигунах: цільова, грейферна та система холодного потоку. Деякі літаки з гвинтовим приводом, оснащені гвинтами зі змінним кроком, можуть змінювати тягу шляхом зміни кроку лопатей гвинта. Більшість комерційних реактивних літаків мають такі пристрої, і вони також застосовуються у військовій авіації.

## Типи систем реверсування тяги

### Реактивний літак
На літаках, які використовують реактивні двигуни, реверсування тяги досягається внаслідок того, що реактивний вибух рухається вперед. Двигун не працює і не обертається заднім ходом; натомість для блокування вибуху та перенаправлення його вперед використовуються пристрої реверсування тяги. Двигуни з високим ступенем двоконтурності зазвичай реверсують тягу, змінюючи напрямок лише повітряного потоку вентилятора, оскільки більша частина тяги створюється цією секцією, на відміну від серцевини. Існує три системи реверсування тяги реактивних двигунів, які широко використовуються:

#### Зовнішні види

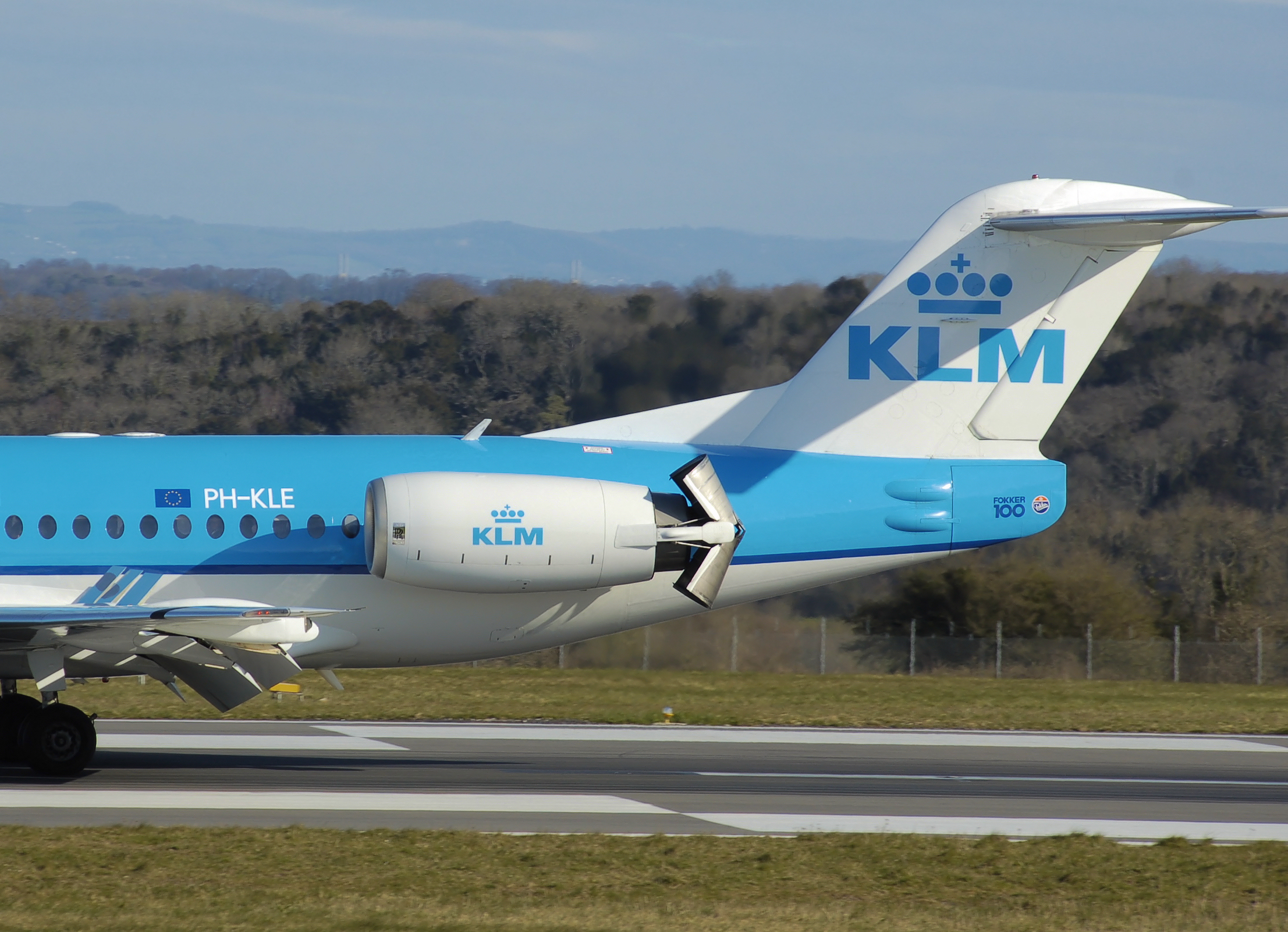
Цільовий «ковшовий» реверс тяги, встановлений на двигунах Tay Fokker 100

Реверсор тяги цілі використовує пару ковшових або грейферних дверей з гідравлічним приводом для реверсу потоку гарячого газу.  Для руху вперед ці двері утворюють рушійне сопло двигуна. У початковій реалізації цієї системи на Boeing 707, яка все ще поширена сьогодні, два реверсивні ковші були з’єднані на шарнірах, щоб у розгорнутому стані вони блокували задній потік вихлопу та перенаправляли його за допомогою переднього компонента. Цей тип реверсу видно в задній частині двигуна під час розгортання.

#### Внутрішні типи

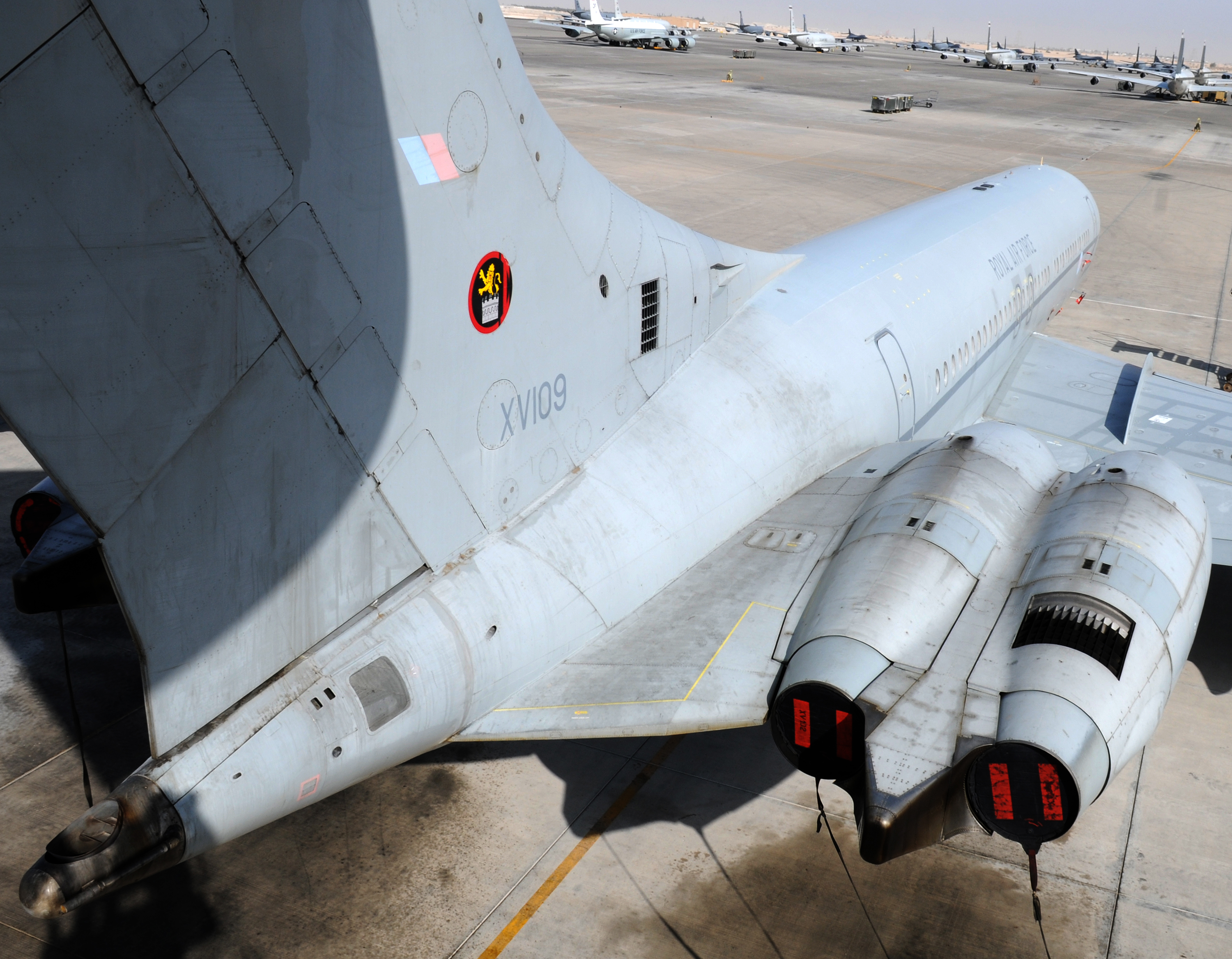
Випускна решітка грейфера відкрита (підвісний двигун) на турбовентиляторі Rolls-Royce Conway VC10

Внутрішні реверсори тяги використовують дефлекторні дверцята всередині кожуха двигуна для перенаправлення повітряного потоку через отвори в бічній частині гондоли. У турбореактивних і змішаних турбовентиляторних двигунах один тип використовує грейферні дефлектори з пневматичним керуванням для перенаправлення вихлопу двигуна. Реверсивні повітроводи можуть бути обладнані каскадними лопатками для подальшого перенаправлення потоку повітря вперед.

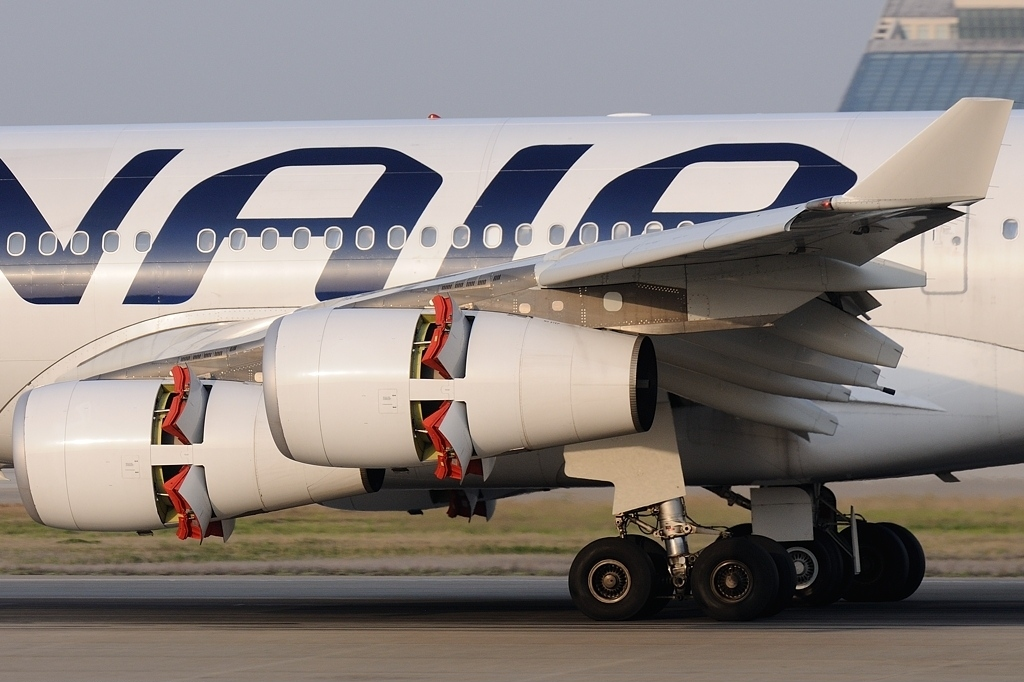
Реверс тяги холодного потоку поворотних дверей на двигунах CFM-56 Airbus A340-300 Finnair

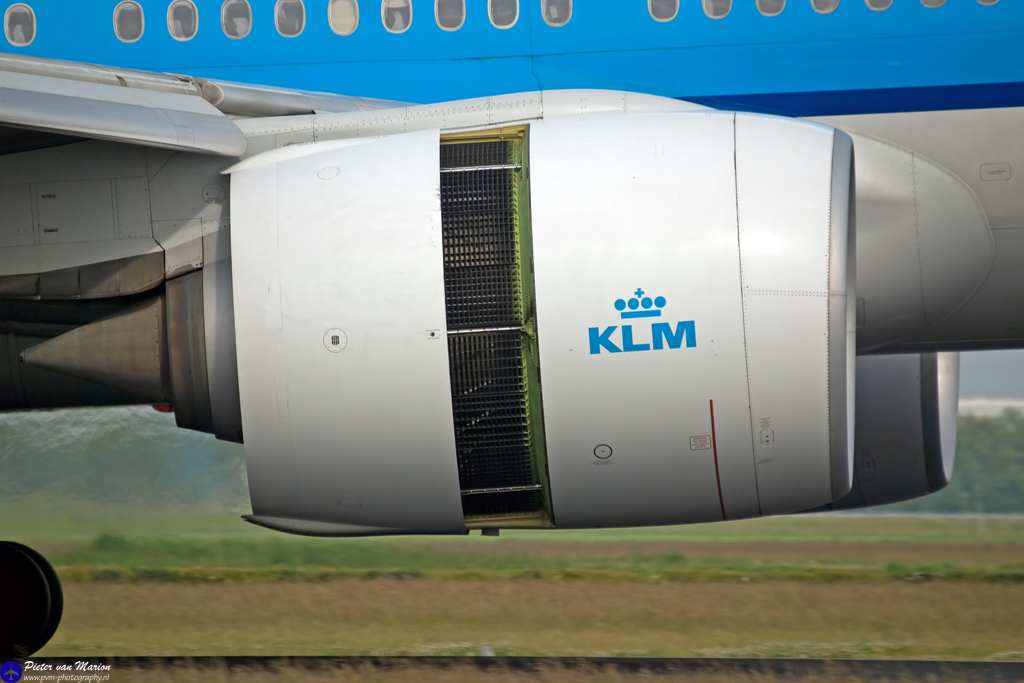
Реверс тяги типу холодного потоку розгортається на Boeing 777-300

На відміну від двох типів, що використовуються в турбореактивних двигунах і турбовентиляторних двигунах з низьким байпасом, у багатьох турбовентиляторних двигунах з високим байпасом використовується реверс холодного потоку. Ця конструкція розміщує дверцята дефлектора в перепускному каналі для перенаправлення лише тієї частини повітряного потоку від секції вентилятора двигуна, яка минає камеру згоряння. Такі двигуни, як CFM56, спрямовують повітряний потік вперед за допомогою реверса з поворотними дверцятами, подібного до внутрішньої розкладачки, яка використовується в деяких турбореактивних двигунах. У каскадних реверсах використовується каскад лопаток, який відкривається втулкою по периметру гондоли двигуна, яка ковзає на корму за допомогою пневматичного двигуна. Під час нормальної роботи лопатки зворотної тяги заблоковані. За вибору система відкриває дверцята, щоб блокувати кінцеве сопло холодного потоку та перенаправляти цей повітряний потік до каскадних лопаток.

## Операція

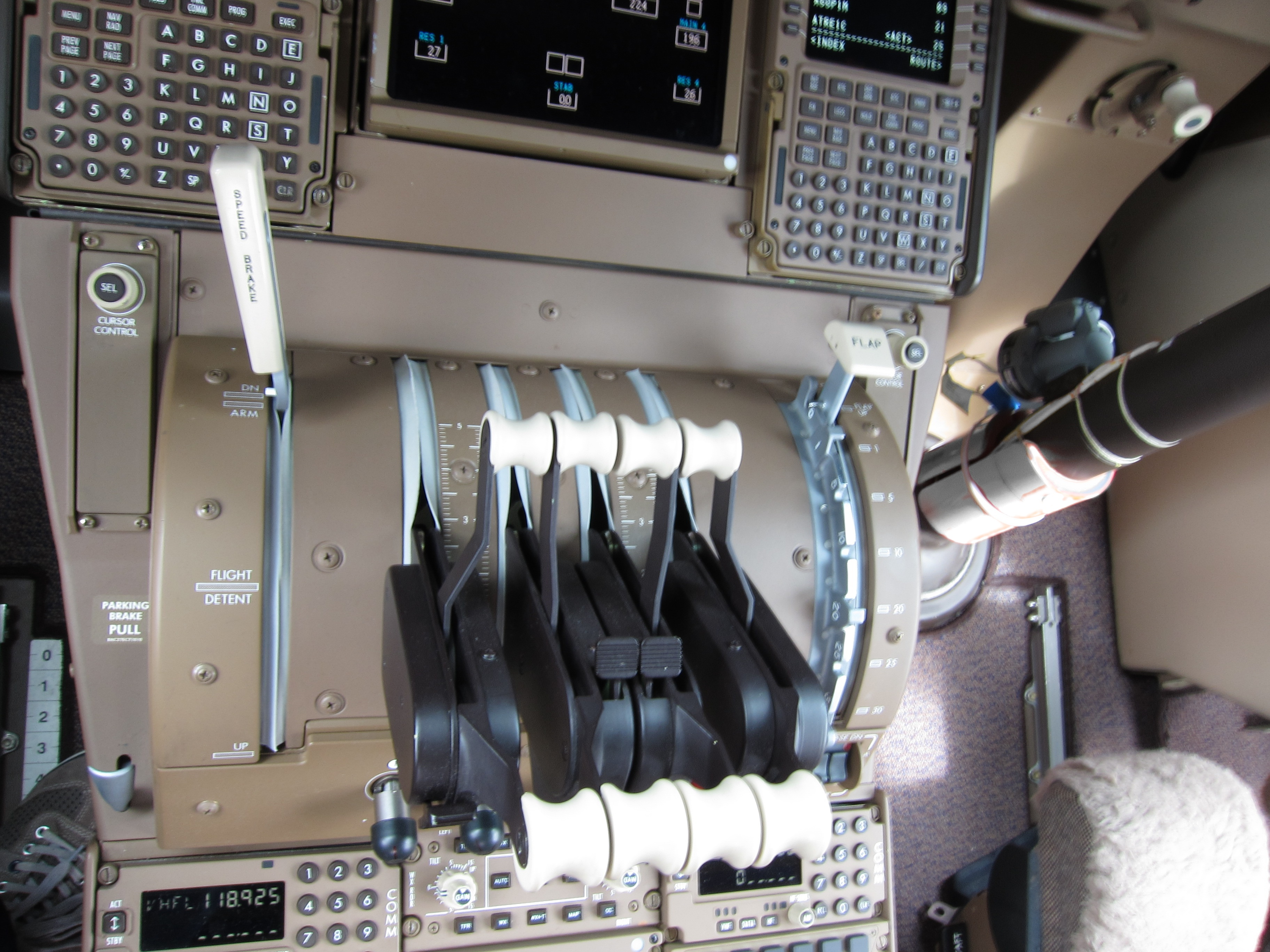
Важелі зворотної тяги перед основними важелями, видно на Boeing 747-8

У більшості налаштувань кабіни реверс тяги встановлюється, коли важелі тяги знаходяться в режимі холостого ходу, потягнувши їх далі назад. Зворотна тяга зазвичай застосовується відразу після приземлення, часто разом із спойлерами, щоб покращити уповільнення на початку посадкового крену, коли залишкова аеродинамічна підйомна сила та висока швидкість обмежують ефективність гальм, розташованих на шасі. Зворотна тяга завжди вибирається вручну, або за допомогою важелів, прикріплених до важелів тяги, або переміщенням важелів тяги в «ворота» зворотної тяги.
Раннє уповільнення, яке забезпечується зворотною тягою, може зменшити крен при посадці на чверть або більше. Правила наказують, однак, що літак повинен мати можливість приземлитися на злітно-посадкову смугу без використання реверсу тяги, щоб отримати сертифікат на посадку на ній у рамках регулярних рейсів.
Коли швидкість літака зменшується, зворотна тяга вимикається, щоб запобігти викиданню сміття перед впускними отворами двигуна, де воно може потрапити, спричиняючи пошкодження сторонніми предметами. Якщо цього вимагають обставини, реверсивна тяга може бути використана аж до зупинки або навіть для забезпечення тяги, щоб штовхнути літак назад, хоча для цієї мети частіше використовуються буксири літаків або буксири. Коли зворотна тяга використовується для відштовхування літака від воріт, маневр називається павербеком. Деякі виробники застерігають від використання цієї процедури під час ожеледиці, оскільки використання зворотної тяги на вкритій снігом або сльотою землі може призвести до того, що сльота, вода та протиожеледні засоби злітно-посадкової смуги потраплять у повітря та прилипають до поверхонь крил.

### Робота в польоті

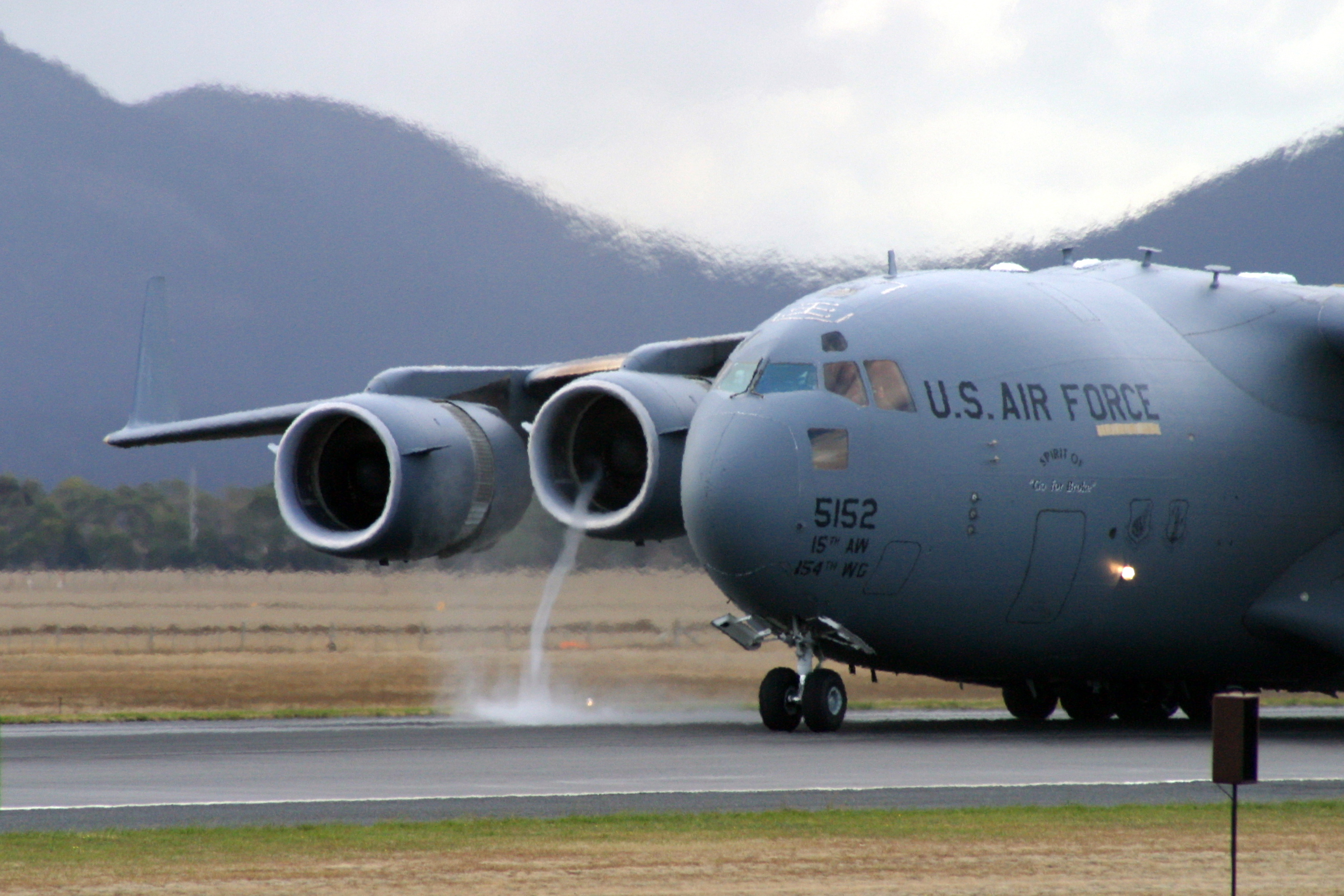
На літаку Boeing C-17 Globemaster III використовується вихор, який стає видимим як реверс

Деякі літальні апарати, зокрема деякі російські та радянські літаки, здатні безпечно використовувати зворотну тягу в польоті, хоча більшість із них мають гвинтовий рух. Однак багато комерційних літаків не можуть. Використання зворотної тяги в польоті має ряд переваг. Це дозволяє швидко гальмувати, забезпечуючи швидку зміну швидкості. Це також запобігає наростанню швидкості, зазвичай пов’язаному з крутими зануреннями, дозволяючи швидку втрату висоти, що може бути особливо корисним у ворожих середовищах, таких як зони бойових дій, і під час крутих підходів до землі. 
Авіалайнери серії Douglas DC-8 були сертифіковані для зворотної тяги в польоті з моменту введення в експлуатацію в 1959 році. Безпечний і ефективний для полегшення швидких спусків на прийнятних швидкостях, він, з усім тим, створював значні удари літака, тому фактичне використання було менш поширеним на пасажирських рейсах і більш поширеним на вантажних і поромних рейсах, де комфорт пасажирів не є проблемою.
Hawker Siddeley Trident, авіалайнер місткістю від 120 до 180 місць, міг знизитися на швидкості до 10 000 футів/хв (3050 м/хв) шляхом використання зворотної тяги, хоча ця можливість рідко використовувалася.
Надзвуковий лайнер Конуорд міг використовувати зворотну тягу в повітрі для збільшення швидкості зниження. Використовувалися лише внутрішні двигуни, і двигуни переводилися в режим холостого ходу лише під час дозвукового польоту та коли літак був нижче 30,000 фут (9,144 м) по висоті. Це збільшило б швидкість спуску приблизно до 10,000 фут/хв (3,048 м/хв). 
Boeing C-17 Globemaster III є одним з небагатьох сучасних літаків, які використовують зворотну тягу в польоті. Літак виробництва Boeing здатний використовувати в польоті реверс тяги на всіх чотирьох двигунах, щоб полегшити круті тактичні зниження до 15 000 футів/хв (4600 м/хв) у бойове середовище (швидкість зниження трохи більш як 170 миль/год або 274 км/год). Lockheed C-5 Galaxy, представлений у 1969 році, також має можливість реверсу під час польоту, хоча лише на бортових двигунах.
Saab 37 Viggen (перестав експлуатуватися в листопаді 2005 року) також мав можливість використовувати зворотну тягу як перед посадкою, щоб скоротити необхідну злітно-посадкову смугу, так і рулити після посадки, дозволяючи багатьом шведським дорогам подвоювати роль злітно-посадкових смуг часів війни.
Тренувальний літак Shuttle Training Aircraft, сильно модифікований Grumman Gulfstream II, використовував зворотну тягу в польоті, щоб допомогти імітувати аеродинаміку космічного човника, щоб астронавти могли практикувати приземлення. Подібна техніка була використана на модифікованому Туполєві Ту-154, який імітував російський космічний човник «Буран». 